# Dicnemon dixonianum
Dicnemon dixonianum là một loài rêu trong họ Dicnemonaceae. Loài này được B.H. Allen mô tả khoa học đầu tiên năm 1987.